# Zofiówka (Mońki)
Pour les articles homonymes, voir Zofiówka.
Zofiówka est un village polonais de la gmina de Knyszyn dans le powiat de Mońki et dans la voïvodie de Podlachie. 

## Géographie

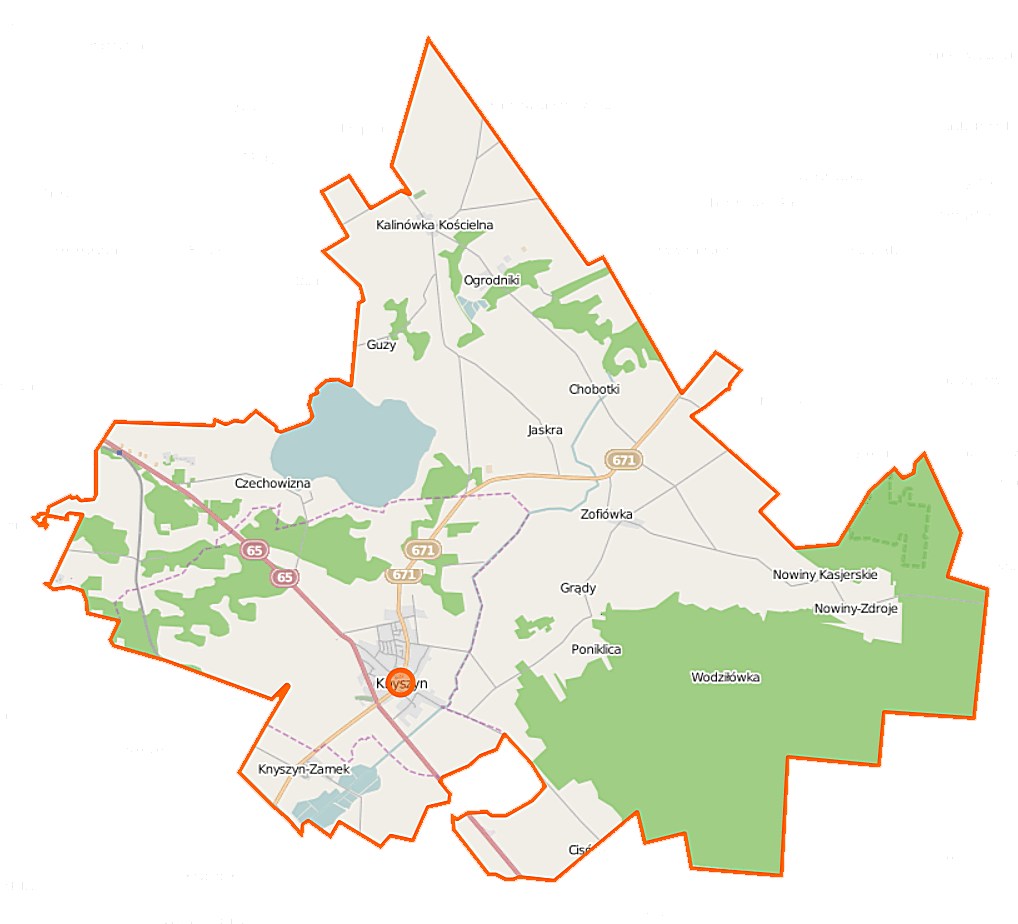
Carte de la gmina de Knyszyn.